# دبلیو. آر. گریس
دبلیو. آر. گریس (انگلیسی: W. R. Grace) شرکت خوشه‌ای آمریکایی است، که در سال ۱۸۵۴ تأسیس شد.